# Dyrżawno pyrwenstwo w piłce nożnej (1937)
Dyrżawno pyrwenstwo (1937) było 13. edycją najwyższej piłkarskiej klasy rozgrywkowej w Bułgarii. W rozgrywkach brało udział 14 zespołów. Tytułu nie obroniła drużyna Slawia Sofia. Nowym mistrzem Bułgarii został zespół Lewski Sofia.

## 1. runda
- Belite orli Plewen – Car Krum Biala Slatina 4 – 1
- Hadżi Slawczew Pawlikeni – ŻSK Stara Zagora 3 – 1
- Lewski Sofia – Lewski Dupnica 7 – 1
- Władysław Warna – Panajot Wołow Szumen 3 – 0(walkower)
- Lewski Ruse – Bdin Widin 3 – 0
- Georgi Drażew Jamboł – Czernomorec Burgas 3 – 2
- Botew Płowdiw – Bułgaria Chaskowo 6 – 0

## Ćwierćfinały
- Lewski Ruse – Belite orli Plewen 2 – 0
- Botew Płowdiw – Hadżi Slawczew Pawlikeni 4 – 0
- Władysław Warna – Georgi Drażew Jamboł 1 – 0

## Półfinały
- Lewski Sofia – Botew Płowdiw 1 – 0
- Lewski Ruse – Władysław Warna 1 – 1, 1 – 1, 3 – 0(walkower)

## Finał
- 3 października 1937:
Lewski Sofia – Lewski Ruse 1 – 1
- 5 października 1937:
Lewski Sofia – Lewski Ruse 3 – 0

Zespół Lewski Sofia został mistrzem Bułgarii.